# سفينسكا داغبلادت
سفينسكا داغبلادت (بالسويدية: Svenska Dagbladet) هي صحيفة يومية سويدية تأسست سنة 1884 ومقرها الرئيسي في ستوكهولم.

## روابط خارجية
- سفينسكا داغبلادت على موقع الموسوعة البريطانية (الإنجليزية)